# Lysimachia scapiflora
Lysimachia scapiflora là một loài thực vật có hoa trong họ Anh thảo. Loài này được C.M. Hu, Z.R. Xu & F.P. Chen mô tả khoa học đầu tiên năm 1988.